# Radio Valencia
Radio Valencia Cadena SER es la emisora de radio que la Cadena SER tiene en la ciudad de Valencia (España) y que también es la cabecera regional de todas las emisoras valencianas integradas en esta cadena; su sede se encuentra en la calle Don Juan de Austria, 3.
A su vez la Cadena SER pertenece al grupo empresarial Prisa Radio y posee la emisora generalista Cadena SER, las radiofórmulas Los 40, Los 40 Classic, Cadena Dial, Los 40 Dance, Radiolé, y la cadena temática de ámbito catalán Ser Catalunya (anteriormente Ona FM), entre otras. Es también accionista mayoritario del Grupo Latino de Radio, que gestiona varias emisoras en América Latina. Con 1235 emisoras, entre propias y asociadas, y 28 millones de oyentes, es el mayor grupo de radio en los mercados de habla española.

## Equipo directivo
Según la información facilitada por persona responsable de Radio Valencia, el equipo directivo en 2019 está compuesto por las siguientes personas:
| Cargo                     | Identidad        |
| Director                  | Bernardo Guzmán  |
| Director de Contenidos    | Julián Giménez   |
| Jefa de Redacción         | Ana Durán        |
| Jefe de Deportes          | Fran Guaita      |
| Jefe Técnico              | Germans Mayans   |
| Jefe de emisiones         | Juan José Moreno |
| Jefe de contenido digital | Santiago Botella |
| Coordinador musicales     | Tony García      |

## Audiencia
En 2018, la Cadena SER cerró el año con el liderazgo de la radio española. Según datos del EGM correspondiente a la última oleada, la cadena de radio alcanza la cifra de 4.139.000 oyentes. Los40 (también perteneciente al Grupo Prisa) con 2.925.000 oyentes, se sitúa en segundo lugar. La COPE, consigue 2.716.000 oyentes y se consolida así como la tercera emisora más escuchada en 2018.

## Frecuencias
Desde el edificio de Radio Valencia emiten sus programaciones las diferentes emisoras del Grupo Prisa en las siguientes frecuencias:
| Emisora                              | Frecuencia              |
| Radio Valencia (onda media)          | 1179 AM                 |
| Radio Valencia (frecuencia modulada) | 100.4 FM (SER+ 95.7 FM) |
| LOS40 Classic                        | 96.1 FM                 |
| LOS40                                | 94.2 FM                 |
| Cadena Dial                          | 98.4 FM                 |

| Emisora         | Frecuencia                     |
| Radio Gandia    | 104.3 MHz - FM y 1584 kHz - AM |
| Radio Ontinyent | 89.5 MHz FM y 1602 kHz- AM     |
| Radio Xàtiva    | 94.6 MHz - FM                  |

## Programación

### Programación nacional
Radio Valencia emite en cadena con el resto de emisoras de la Cadena SER la programación nacional que se realiza en los estudios de Radio Madrid, excepto el programa "La Ventana", que se realiza en los estudios de Radio Barcelona. La programación nacional más importante para la temporada 2016/2017 es la siguiente:
| Programa                 | Horario                    | Director/a      |
| Hoy por hoy              | (L-V) 06.00-12.20          | Àngels Barceló  |
| Hora 14                  | (Diario)14.00-15.10        | Javier Casal    |
| La Ventana               | (L-V) 16.00-20.00          | Carles Francino |
| Hora 25                  | (L-V) 20.00-23.30          | Aimar Bretos    |
| El larguero              | (Diario)23.30-01.30        | Manu Carreño    |
| El Faro                  | 01.30-04.00                | Mara Torres     |
| Matinal SER              | Fin de semana, 07.00-07.30 | Carlos Cala     |
| A vivir que son dos días | Fin de semana, 08.00-12.00 | Javier del Pino |
| Carrusel deportivo       | Fin de semana, 15.00-23.30 | Dani Garrido    |

Durante los fines de semana se emiten varios programas de menor audiencia y con horarios variables tales como: Los toros, Ser digital, Ser consumidor, "Ser aventureros", "Milenio 3", "Punto de fuga" y "Ser Historia". Cabe destacar que cada hora se emiten boletines informativos. Los programas de mayor éxito llevan en antena varios años y son líderes de audiencia en sus tramos horarios.

### Programación local y autonómica
A nivel local y autonómico, Radio Valencia emite los siguientes programas:
| Programa                          | Horario               | Director/a                    |
| Informativos locales y regionales | varios tramos diarios | -                             |
| Locos por Valencia                | 12.20-14.00           | Amadeo Salvador y Arturo Blay |
| Ser deportivos Valencia           | 15.20-16.00           | Fran Guaita                   |
| La Ventana de la Comunitat        | 19.20-19.40           | Inma Pardo                    |
| SER Viajeros Comunitat Valenciana | Sábado 12.00-13.00    | Inma Pardo y Santiago Botella |
| A Vivir Comunitat Valenciana      | Domingo 12.00-13.00   | Elena Morales                 |
| Carrusel Deportivo Valenciano     | Fines de semana       | Kike Mateu                    |

Radio Valencia cubre los eventos, tradiciones y fiestas de la ciudad entre ellas Las Fallas. La emisora decana fue la impulsora del resurgir de las fallas infantiles. Desde entonces, estas fiestas conocidas en el mundo entero, tienen el protagonismo que merecen en el día a día de la programación local. Vicente Muñoz, Ángeles Hernández y Lola Flor, exmiembros de Junta Central Fallera y Fallera Mayor en el año 2000 respectivamente, situaron al programa 'Ser Falleros' entre los más destacados sobre temática fallera. Los fines de semana y los días de competición se retransmiten en directo por Radio Valencia (OM) los partidos que juegan el Valencia y el Levante.

## Historia

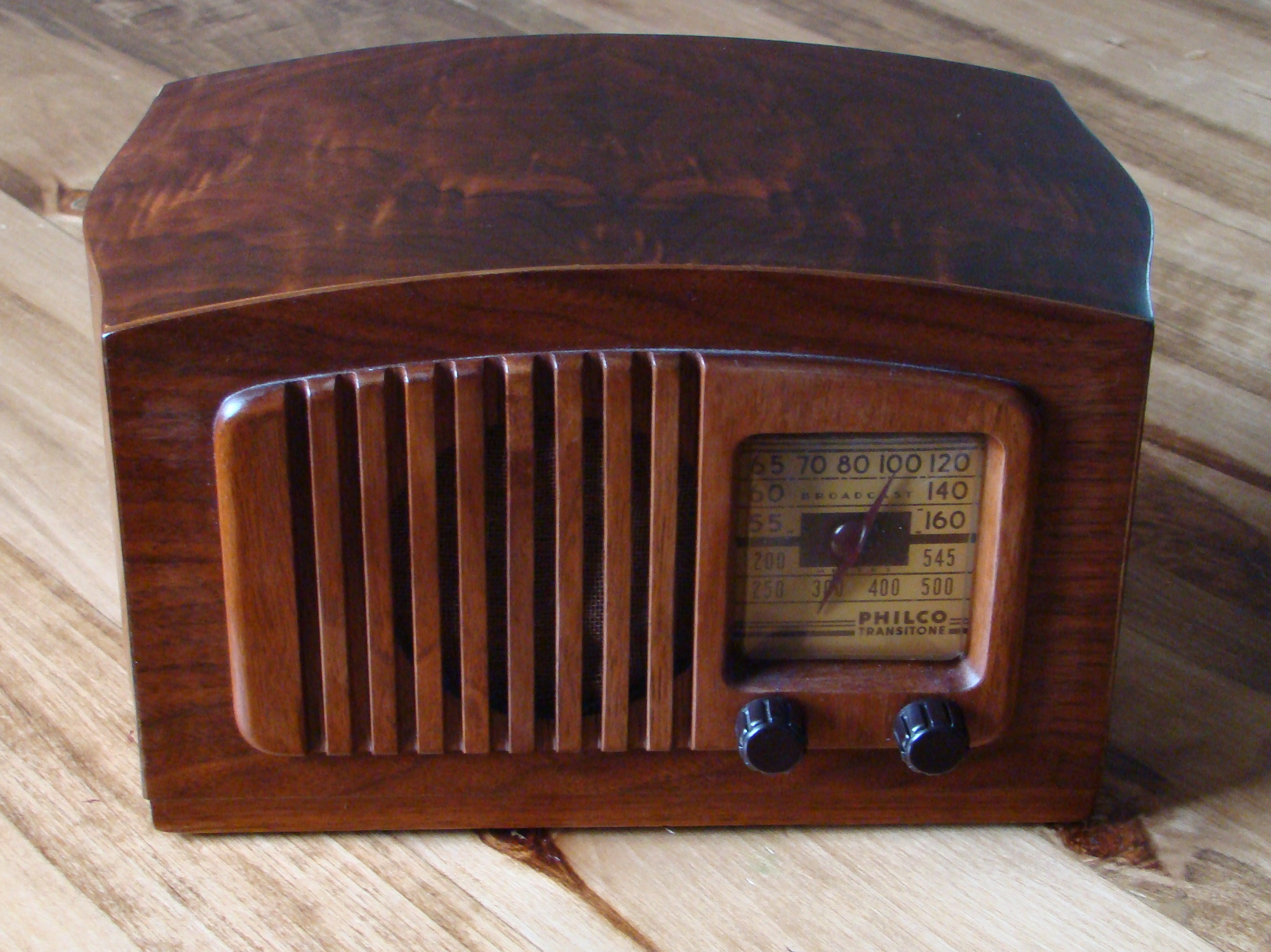
Receptor de radio Philco Modelo PT-44 (1941)

Radio Valencia, es la emisora decana de la Comunidad Valenciana y nació gracias al empeño de Enrique Valor por introducir e impulsar este medio de comunicación en Valencia llegando a ser el primer director de la emisora. A principios de los años veinte este sinhilista solicitita una primera licencia- EAR 93- que instala junto a un equipo de colaboradores en el Ateneo Mercantil. En 1924, forma un Radio Club y tras el fracaso de éste, funda la Peña Radio Valencia con el objetivo de obtener la licencia para inaugurar una emisora profesional como las instaladas en Madrid, Barcelona o Sevilla. 
El proyecto va cobrando importancia y se involucran, instituciones públicas como las diputaciones de Valencia y Alicante, los ayuntamientos de las tres capitales de la región, el Gobierno Civil de Valencia, la Cámara de Comercio, la Universidad e instituciones culturales como el Ateneo, Lo Rat Penat, El Micalet y el patronato de Turismo, entre otros, que trascienden el ámbito local con creces.
Tras algunas dificultades para encontrar financiación, Enrique Valor se pone en contacto con Ricardo de Urgoiti, propietario de varias emisoras a través de la empresa Unión Radio. Mantienen conversaciones y llegan a un acuerdo: trasladar una licencia que disponía en Barcelona, la EAJ 13 Radio Catalana. El gobierno accede finalmente al traslado de la emisora, pero un ajuste de última hora determina que Unión Radio pase el indicativo de Radio Cádiz EAJ 3 a Valencia. Radio Valencia inaugura oficialmente sus emisiones regulares el 10 de septiembre de 1931, siendo su primer director Enrique Valor. Los estudios se ubican en la calle Don Juan de Austria, donde han permanecido desde entonces. El aparato transmisor que instala el Cuerpo de Telégrafos, se sitúa en el Grao.

#### Segunda República
Durante la República la emisora alcanza gran popularidad editándose también una revista donde se daba cuenta de la programación y la actividad de la emisora decana.
En 1934, tras múltiples debates, el presidente de la República, sanciona los ocho artículos de la Ley de Radiodifusión, y consagra a la radio como servicio público. 
El 17 de julio de 1936 seis jóvenes falangistas asaltaron la emisora y entraron en directo, anunciando el inminente golpe de Estado: "Dentro de unos días saldrá la revolución sindicalista a la calle". Los sindicatos valencianos salieron a la calle para protestar.
Durante la guerra civil la emisora es intervenida dada su importancia como medio de propaganda a favor de cada uno de los bandos contendientes. Tanto locutores como técnicos y directores fueron perseguidos y algunos de ellos llegaron a ser condenados a pena de muerte por parte del bando republicano, afortunadamente sin ejecutar, entre ellos su director Enrique Valor y su principal locutora Fina Mateo.
El 6 de marzo de 1939, Franco dicta una orden por la que se somete a censura previa de Falange Española la programación de todas las emisoras privadas de radio, y las obliga a conectarse diariamente con Radio Nacional de España, para emitir los diarios hablados conocidos como el Parte. Esta medida estuvo en vigor hasta el 6 de octubre de 1977 que fue derogada por el presidente Adolfo Suárez. 
En la década de los cuarenta empieza a despuntar una nueva estrella: Vicente Ros Belda, Jefe de Programas, que además, dirigía las emisiones infantiles como El Señor Pérez, el Amigo de los Niños. Este programa fue el precursor de las fallas infantiles. Por radio Valencia han pasado destacados profesionales de la radiodifusión valenciana, que han tenido fama a nivel nacional, como Joaquín Prat, Vicente Marco o Juan de Toro. 
Juan de Toro fue el encargado de dar la voz de alarma, con motivo de la Gran riada de Valencia de 1957 a través de los micrófonos de Radio Valencia. La emisora demostró su valor como instrumento de servicio público al avisar a los habitantes de los poblados marítimos que se pusieran a salvo en las zonas más altas de la ciudad dada la crecida del río Turia. El 30 de octubre de 1959 Radio Valencia recibía del Ayuntamiento previo acuerdo en sesión plenaria, la Medalla de la Gratitud con carácter colectivo.
La emisora entró en la década de los sesenta entroncada, en la Cadena SER, articulada en toda España. Programas como En Pos de la Fama, con Juan Granell ideado para la promoción de artistas noveles o La Hora del aperitivo con Vicente Garrido y Maruja Villalba. Radionovelas como Ama Rosa con Doroteo Martí como actor principal o espacios de gran audiencia como Cabalgata de Fin de Semana presentado por Bobby Deglané, conformaban una atractiva programación que todavía permanece en el recuerdo de muchos valencianos.
En los setenta introduce en su programación espacios como Hora 25, adelantado de la radio informativa nacional. Surgen los primeros informativos y en Radio Valencia trabaja por esas fechas como redactora de información municipal una persona que años más tarde será alcaldesa de la ciudad: Rita Barberá. 
El 23 de febrero de 1981 en plena retransmisión desde el Congreso de lo Diputados, salta la noticia: intento de golpe de Estado en el hemiciclo por el teniente coronel Antonio Tejero. En Valencia el locutor José Luis Palmer es obligado a leer, con un arma sobre su cabeza, el Bando que ordenó difundir el teniente general Jaime Milans del Bosch. Fue la noche de los transistores. Mientras las calles de Valencia se llenaban de tanques en un intento fallido de paralizar el camino hacia la democracia.
El 2 de octubre de 1981 el entonces alcalde de la ciudad, Ricard Pérez Casado, entrega a Radio Valencia la Medalla de Oro de la Ciudad con motivo de su 50 Aniversario. En 1982 al igual que ocurrió con la riada del 57, Radio Valencia tuvo un papel activo sobre otra catástrofe que asoló en esta ocasión la Ribera Alta: La Pantanada de Tous. La emisora organizó un festival en el estadio de Mestalla para recoger fondos pro- damnificados. Llenó el estadio. Más de cuarenta mil personas disfrutaron, entre otras, de las actuaciones de Ana Belén y Víctor Manuel, Miguel Ríos, Juan Pardo y destacados grupos locales.
El deporte tuvo su momento de máxima audiencia con la retrasmisión del Mundial 82. Además, en nuestra ciudad se jugaron 3 partidos de clasificación, de los que Radio Valencia informó de manera especial gracias al esfuerzo de la redacción de deportes de la emisora.
En junio de 1983 se retransmitió en directo desde el Palau de la Generalitat el acto constitutivo del primer parlamento autónomo valenciano elegido directamente por los habitantes de las tres provincias: Alicante, Castellón y Valencia. 
En el año 1986 comienza su andadura en la Cadena SER el programa Hoy por Hoy con Iñaki Gabilondo. Este programa ha sido el principal argumento de la Cadena SER para ir sumando año tras año miles de oyentes. Referente en la radiodifusión española, este espacio presentado actualmente por Carles Francino, es el más escuchado junto a El Larguero que presenta José Ramón de la Morena y Carrusel Deportivo, programa creado por el valenciano Vicente Marco y presentado actualmente por Paco González y Pepe Domingo Castaño. 
En enero de 1993 se pone en funcionamiento la segunda frecuencia de la emisora decana: Radio Valencia FM a través del 100.4 de la frecuencia modulada. A mediados de los noventa, la Cadena SER apuesta por un contenido más informativo. Bernardo Guzmán es nombrado Jefe de Informativos y lidera un equipo de periodistas compuesto por jóvenes profesionales que convierten a la emisora líder de los servicios informativos de la Comunidad Valenciana.
Los programas deportivos adquieren una gran importancia debido a los últimos logros del Valencia CF y su participación en competiciones europeas. Pedro Morata dirige al equipo de la redacción deportes llevando a la emisora decana a las más altas cotas de audiencia en las retransmisiones y eventos futbolísticos.
Rozando el nuevo milenio, Fernando Orgambides se hace cargo de la dirección de Radio Valencia y de todas las emisoras del grupo SER de la Comunidad Valenciana. Rejuvenece su equipo directivo, nombrando a profesionales que han desarrollado su carrera radiofónica en esta sede como Tony García, Jefe de Eventos y Radio-fórmulas musicales y Eva Marqués actual Jefa de Programas. En marzo de 2001 es nombrado nuevo director de la Cadena SER Comunidad Valenciana Ángel Tamayo. El recién nombrado director tiene como primer objetivo ejecutar las obras para modernizar la sede. La emisora decana se traslada a una sede provisional y tras año y medio de obras, vuelve a su domicilio habitual en pleno corazón de la capital del Turia: en la calle Don Juan de Austria.
Los equipos deportivos valencianos han tenido un protagonismo destacado en la programación de deportes. La consecución de los últimos títulos del Valencia CF y los logros del Levante UD han sido retransmitidos en directo. Lugar destacado ocupan también el basket Valencia, Ros Casares o Valencia Terra i Mar, entre otros, además de la actividad del Circuito Ricardo Tormo de Cheste. 
En 2010 fue líder de audiencia a través de todas sus programaciones: Radio Valencia OM y Radio Valencia FM; Los 40 Principales Mediterráneo, Cadena Dial Valencia, M-80 Valencia y Máxima FM. Es a su vez la cabecera regional de 41 frecuencias de radio que difunden a través de toda la Comunidad Valenciana las diferentes programaciones del grupo Unión Radio.

## Personajes destacados vinculados con Radio Valencia
- Enrique Valor
- Vicente Llopis Piquer
- Fina Mateo Candela
- Vicente Ros Belda
- Joaquín Prat
- Vicente Marco
- Juan de Toro
- Juan Granell